# ナイアーラトテップ

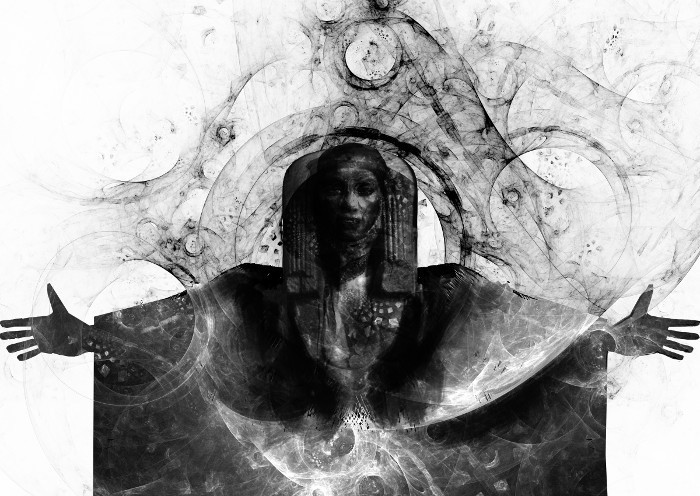
暗黒のファラオが名乗る「千なる異形のわれに出会わぬことを祈るがよい」「われこそは這い寄る混沌」...『未知なるカダスを夢に求めて』

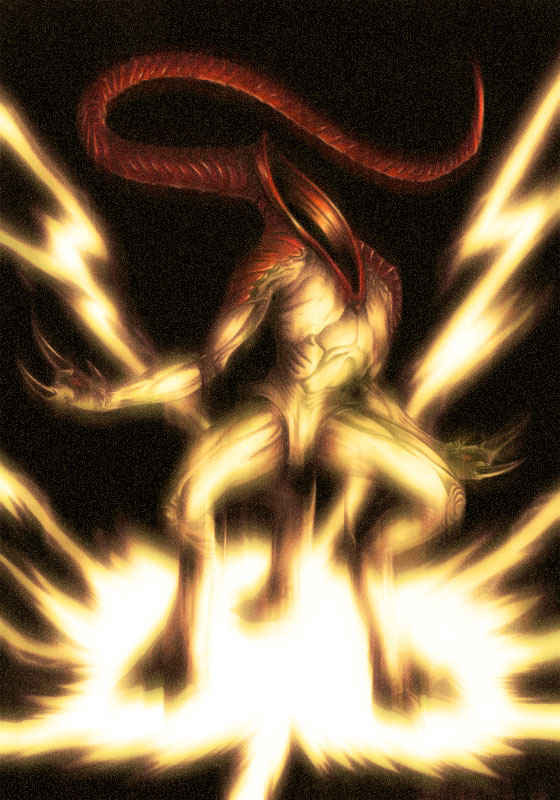
夜に吠えるもの。クトゥルフ神話TRPGなどでイラスト化されることの多い、有名な化身体である。

ナイアーラトテップ (Nyarlathotep) は、クトゥルフ神話などに登場する架空の神・人物。日本語では他にナイアーラソテップ、ナイアルラトホテップ、ニャルラトホテプ、ニャルラトテップなどとも表記される。
知名度の高い邪神であり、クトゥルフ神話内ではナイアーラトテップ物語でワンジャンルをなしている。クトゥルフ神話におけるトリックスターとも言える。
この名前はラヴクラフト独自のエジプト風の名であり、最初は人物として登場した。現代英語圏での発音は、英語読みの「ニャルラトホテプ」と異国風の「ナイアルラトホテプ」（ルは巻き舌気味）におおむね二分されているとのこと。

## 概要
初出はハワード・フィリップス・ラヴクラフト（以下HPL）の1920年執筆の小説『ナイアーラトテップ』。この散文詩風短編小説で、ナイアーラトテップは古代エジプトのファラオのような「背の高い浅黒い男」と表現されている。その後HPLは作品群にて、ナイアーラトテップを怪人物や邪神として描写した。
「クトゥルフ神話」体系におけるナイアーラトテップは旧支配者の一柱にして、アザトースを筆頭とする旧支配者に使役されるメッセンジャーでありながら、自身の主で旧支配者中最強のアザトースと同等の力を有する地の精であり、人間はもとより他の旧支配者達をもさげすんでいる。
人間姿にも化け、千もの異なる顕現を持ち、特定の眷属を持たず、狂気と混乱をもたらすために自ら暗躍する。彼が与える様々な魔術や秘法、機械などを受け取った人間は大概破滅している。天敵であり唯一恐れるものは火の精クトゥグアのみ。
旧支配者の中で唯一幽閉を免れ、他の神格と違い自ら人間と接触するなど、クトゥルフ神話において特異な地位を占める神である。
これらの解説文は初期辞典『クトゥルー神話小辞典』『クトゥルー神話の神神』の時点でほぼ完成しており、以降の書籍群におけるナイアーラトテップの解説文も大筋では一致する。異形の化身体がイラスト化され、夜に吼えるもの、闇をさまようもの、無貌の神などの有名どころが列挙されるのも恒例である。

## 解説

### 神性
設定の流用が比較的自由となっているクトゥルフ神話でもナイアーラトテップの誕生は、ダーレスとHPLでかなりの違いがある。
HPLがその作品や作家仲間への手紙の中で書いた内容は、以下の通りである。曰く、この宇宙の中心、正常な物理法則が通用しない混沌とした世界には、絶対的な力をもった存在アザトース（Azatoth）が存在し、その従者の吹き鳴らすフルートに合わせて絶えず不定形な巨体を蠢かしているとされる。アザトースは盲目で白痴なので、自らの分身として三つのものを生んだ。「闇」「無名の霧」「ナイアーラトテップ」である。ナイアーラトテップは、自らの主人であり創造主であるアザトースら異形の神々に仕え、知性をもたない主人の代行者としてその意思を具現化するべくあらゆる時空に出没する。
クトゥルフ神話の邪神たちは人間基準での善悪の尺度を超えたものたちと言われることが多いのだが、ナイアーラトテップは悪意で行動しているふしがみられる。HPLの『未知なるカダスを夢に求めて』では、簡単にひねり潰せるはずのランドルフ・カーターを、回りくどくも騙して破滅させようと企み、カーターに逃げられ悪巧みが失敗に終わったシーンでは感情を露わに悔しがっている。かと思えば同HPLの『魔女の家の夢』ではサバトの悪魔そのものである。初期ラヴクラフト神話ではトリックスター的な役割を担わされており、後のクトゥルフ神話にも引き継がれている。
ナイアーラトテップはHPLが創造し、ロバート・ブロックが独自のエジプトもの作品群で愛用した。ダーレスは、クトゥルフ神話の大系化および作品『闇に棲みつくもの』でキャラ付けに貢献する。レイニーやカーターの辞典による「旧支配者の中で唯一、旧神による封印を免れた」とする設定明記による影響も大きい。

### 発想
ナイアーラトテップの名前の由来は諸説あってわかっていないが、エジプト語風の名前であり、古代エジプトのファラオにもみられる。
ナイアーラトテップは、HPLの見た夢から誕生した。夢の中で、HPLは友人サミュエル・ラヴマンから手紙を受け取り、その手紙には「ナイアーラトテップ」という名前の存在について書かれていた。夢に現れた「ナイアーラトテップ」という名前から、HPLはインスピレーションを得る（下記引用部）。この過程とインスピレーションの内容は、ラインハルト・クライナー宛1921年12月14日書簡に記されている。続いてHPLはこの夢の経験をもとに、散文詩『ナイアーラトテップ』を執筆する。
ウィル・マリーは、この夢のナイアーラトテップの像は、発明家のニコラ・テスラから発想を得ている可能性があると推測している。その講演には、電気装置を用いた印象的な実験が含まれており、一部の者にとって不吉なもののように見えていた。
ロバート・M・プライスは、ナイアーラトテップ（Nyarlathotep）という名前は、HPLが愛好した作家であるロード・ダンセイニの作品の二つの名前から影響を受けている可能性があると指摘している。ダンセイニの『ペガーナの神々』には、偽預言者であるアルヒレス＝ホテップ（Alhireth-Hotep）が登場し、『探索の悲哀』には、「怒れる」神マイナルティテップ（Mynarthitep）が登場する。

## 異名と化身

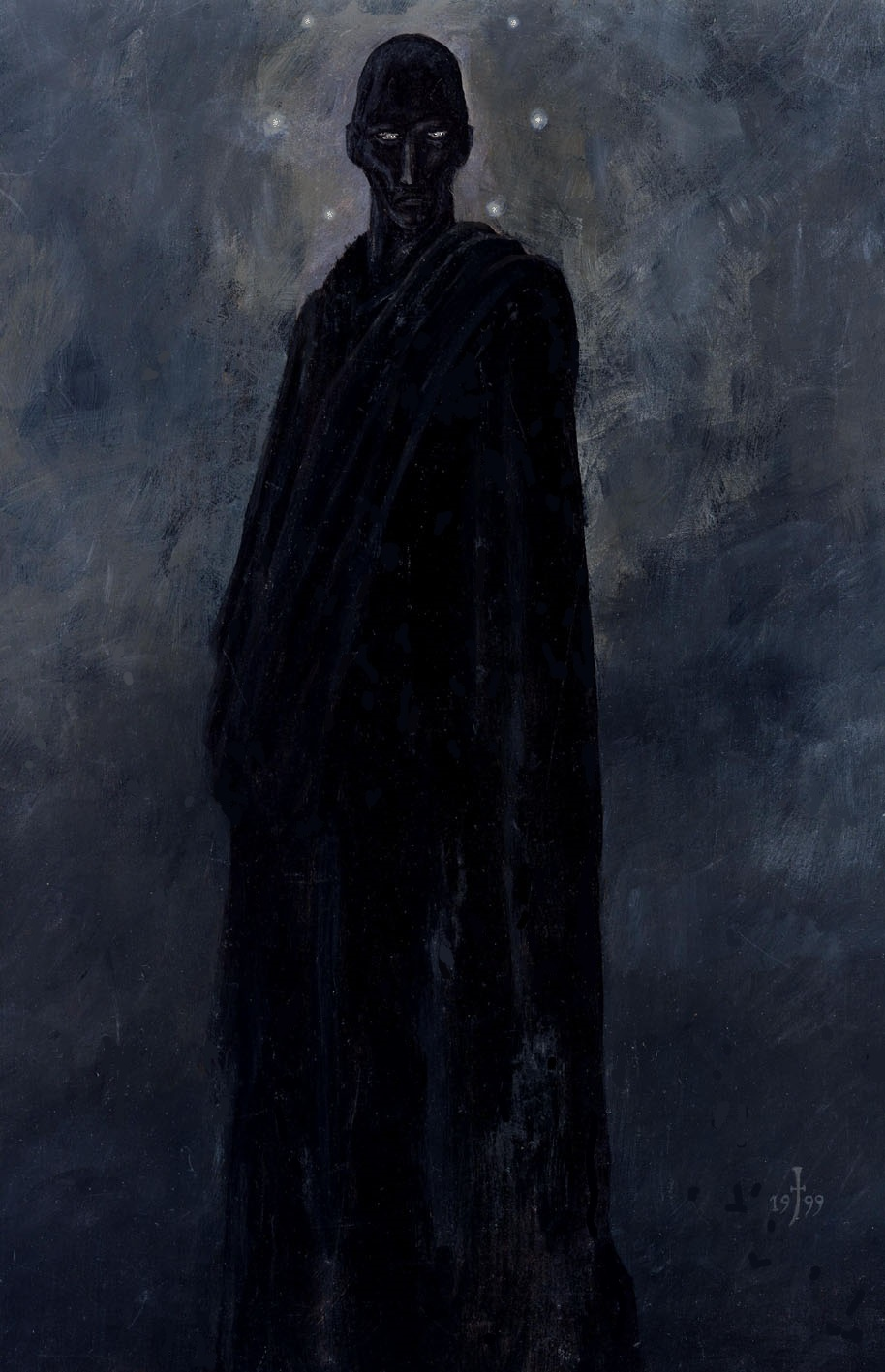
暗黒の男（サバトの悪魔）

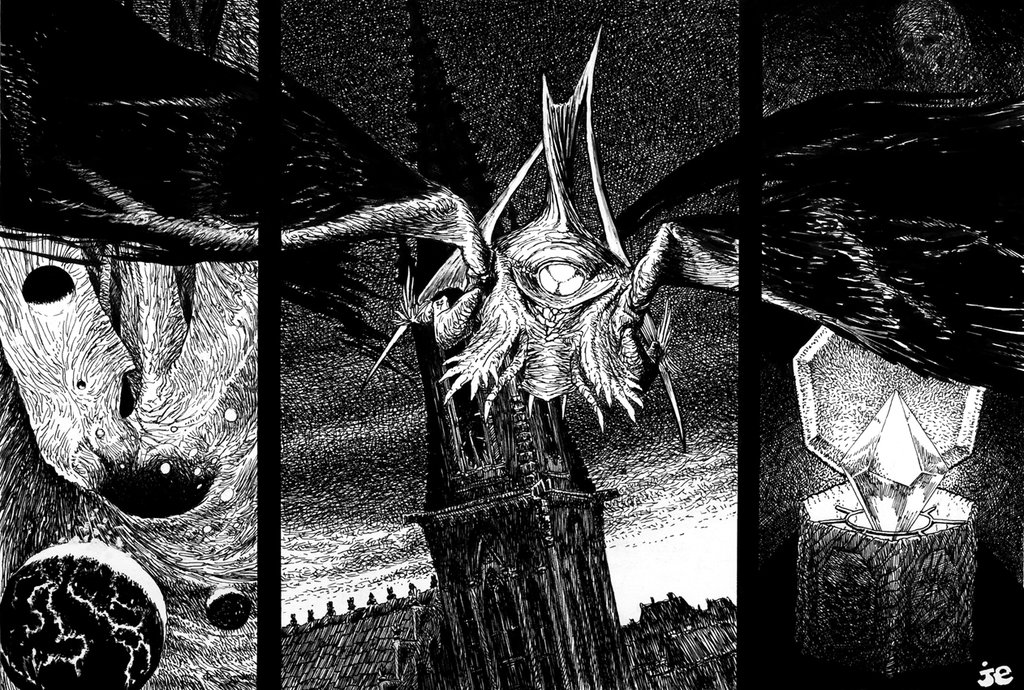
闇をさまようもの（燃える三眼）

無貌の神

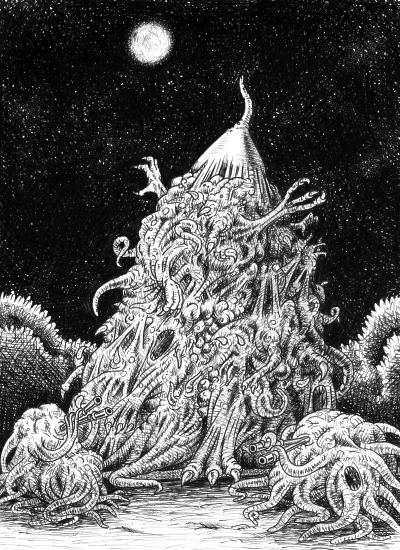
夜に吠えるもの（盲目にして無貌のもの）

ナイアーラトテップは変幻自在に姿を変え、千の化身と表現される。化身ごとに異名が（ときには複数）あり、ナイアーラトテップ自体を指す異名もあるので、非常に複雑なことになっている。世界中の神話の神々の何柱もが、ナイアーラトテップの別名にすぎないという側面すらある。また正体不明の神性が二次資料でナイアーラトテップの化身体とされることもある。

### 異名
這い寄る混沌
ナイアーラトテップの代名詞。HPLによる短編のタイトルを流用した異名。
強壮なる使者
神々の使者であることに着目した呼称。使者を強調した異名は他にも幾つもある。登場作品：闇に囁くもの（HPL）、暗黒のファラオの神殿（ブロック）、幻夢の時計（ラムレイ）
クトゥルフ神話の発展と共に、ナイアーラトテップの使者としての位置づけは、蕃神たちの使者（HPL時代）→旧支配者たちの使者（ダーレスによる大系化後）→外なる神々たちの使者（TRPG登場後）と変遷している。
人間体のときを「強壮なる使者」、怪物体のときを「這い寄る混沌」と呼び分けることもあるが厳密でもない。

### 化身
人の姿「暗黒のファラオ」
二重冠を戴く、長身痩躯の人物。ドリームランドにおける姿。アザトースと蕃神たちの使者として活動し、カダスの城に住まう大地の神々を庇護する。レン人やムーンビースト、ガグなど複数の人外種族から崇拝され、シャンタク鳥を使役する。
登場作品：未知なるカダスを夢に求めて（HPL）、幻夢の時計（ラムレイ）
「暗黒の男」
シルエットこそ人型であるが、身体も服も全てが闇のように黒い。魔女のサバトや夢に現れ、まさしく伝承の悪魔のように振舞う。アザトースとも関わりがある。登場作品：魔女の家の夢（HPL）、ピーバディ家の遺産（ダーレス）
その他の人間体
終末の煽動者ナイアーラトテップ（ナイアーラトテップ）、核物理学者デクスター（尖塔の影：ブロック）、ナイ神父（アーカム計画：ブロック）、ランドール・フラッグ（ザ・スタンド：スティーヴン・キング）など。黒い肌の人物である場合が多い。
闇をさまようもの
燃える三眼と黒翼を備えた、異形の姿。アーティファクト「輝くトラペゾヘドロン」から召喚され、19世紀プロヴィデンスの新宗教〈星の智慧派〉で崇拝された。光を嫌う。
登場作品：闇をさまようもの（HPL）
無貌の神
顔のない、黒いスフィンクス。三重冠をかぶり、ハゲタカの翼、ハイエナの胴体、鉤爪を備える。古代のエジプトで暗黒神として崇拝された。生贄と引換に、黒魔術の力を与える。
登場作品：無貌の神（ブロック）
後に別の神性〈無貌のもの〉バイアグーナと結び付けられ、作品『アボルミスのスフィンクス』に登場する。
夜に吠えるもの / 闇に棲みつくもの
異名「盲目にして無貌のもの」。北米ンガイの森における化身体。円錐形の顔のない頭部に、触手と手を備える流動性の肉体を持つ。2体のフルート吹きを従える。
登場作品：闇に棲みつくもの（ダーレス）、壁のなかの鼠（HPL）
忌まわしき狩人 / 狩り立てる恐怖 / Hunting Horrors
「巨大な翼あるマムシ」と形容される。ナイアーラトテップの化身説と眷属説がある。
登場作品：暗黒の儀式（HPL&ダーレス・化身説）、クトゥルフ神話TRPG（眷属説）

### TRPGの化身（仮面）
TRPG第7版では化身体が6個挙げられており、内訳は「暗黒のファラオ」「血塗られた舌」「闇をさまようもの」「膨らんだ女」「野獣」「黒い男」である。また、データ資料の『エンサイクロペディア・クトゥルフ』は33個、『マレウス・モンストロルム』は42個掲載している。
暗黒のファラオ
先述。使い魔である「狩り立てる恐怖」を使役する。
カルト「暗黒のファラオ団」があり、カイロに本部を置き、ロンドンに強力な支部がある。暗黒のファラオ団は、暗黒のファラオと野獣の2神を崇める。
血塗られた舌
「闇に棲みつくもの」のアレンジ版。顔がなく、代わりに舌を連想させる赤い触手が伸びている。異名「月に吠えるもの」。ケニアとニューヨークにカルトがある。
闇をさまようもの / 光へ飛ぶもの / すべてのコウモリの父
「闇をさまようもの」の設定追加版。〈星の智慧派〉に加えて、オーストラリアに「砂コウモリ教団」という人間のカルトがある。異界の種族ではミ＝ゴなどが崇める。
キャンベルの『妖虫』に登場するルログ神の設定が混ざっている。
野獣
スフィンクス姿の化身で、顔は多数の星で満たされている。「野獣の結社」という世界規模のカルトがある。
膨らんだ女
TRPG『ニャルラトテップの仮面』が初出の化身体。服を着た、肥満体の雌の怪物。顔には2つの目と5つの口を備え、鼻の部分からは太い触手が伸びる。両腕は触手になっており、体のあちこちから無数の触手が生えている。腰帯に、扇と6つの鎌を差している。
東洋、特に1920年代の上海に強力なカルトがある。メンバーは身体に「大胖女人」の四文字を刺青として刻んでおり、東シナ海の深きものどもとの混血者も多い。現代中国語表記は「腫脹之女」となる。

## 関係性
ナイアーラトテップは、アザトースをはじめとする蕃神たちに使役される。作品によってはクトゥルフの使者として活動する。
HPLはアザトースの三柱の御子の1体をナイアーラトテップとした。ほか、配偶者がイホウンデー（スミス）、子がイブ＝ツトゥル（カーター）とされる。知名度は下がるが、マイノグーラという邪神は従姉妹とされる。
ドリームランドではノーデンスと対立しつつカダスの大いなるものどもを庇護する。古代エジプトでは、無貌のスフィンクスの姿をとり、猫神ブバスティス、鰐神セベク、ジャッカル神アヌビスを従神とする。四大霊カテゴリでは地に属し、火の精クトゥグアを天敵とする。

## ナイアーラトテップが主題の作品
- HPL：ナイアルラトホテップ（1920）、壁のなかの鼠（1923）、未知なるカダスを夢に求めて（1926）、ユゴスの黴.No21（1929）、魔女の家の夢（1932）、闇をさまようもの（1935）
- ロバート・ブロック：無貌の神（1936）、闇の魔神（1936）、暗黒のファラオの神殿（1937）、尖塔の影（1950）、アーカム計画（1979）
- オーガスト・ダーレス：闇に棲みつくもの（1944）、暗黒の儀式（1945）
- ヒュー・B・ケイヴ：臨終の看護（1939）
- フレッド・ペルトン：サセックス稿本（194X）
- ブライアン・ラムレイ：幻夢の時計（1978）
- M・S・ワーネス：アルソフォカスの書（1980）[21]
- デヴィッド・ドレイク：蠢く密林（1980）[21]
- A・A・アタナジオ：不知火（1980）[21]
- 事典：クトゥルー神話小辞典（レイニー改稿版1943）、クトゥルー神話の神神（カーター改稿版1959）
- TRPG『クトゥルフの呼び声』「ニャルラトテップの仮面」
- 矢野健太郎：邪神伝説シリーズ（1989-1993）「ラミア」「渚事件簿」「コンフュージョン」
- 朝松健の諸作品
- 逢空万太：這いよれ! ニャル子さん（2009-2014） - 美少女擬人化。異星人の種族。主人公の「ニャル子さん」は、ニャルラトホテプ種族の一人が、地球人の姿に変身したもの。種族をモデルにしたのが、地球の小説に登場するニャルラトホテプとされている。後述。

## 日本において
『這いよれ! ニャル子さん』ではこの邪神をモチーフにしたキャラクターが主役となる。クトゥルフ神話としては異例に売れ、ライトノベルレーベル全12巻でシリーズ100万部を超え、テレビアニメは2期にわたる。パロディであるゆえ、パロディ元のクトゥルフ神話・ナイアーラトテップの知名度と売り上げを上げるという影響を及ぼしている。国産ヒットしたニャル子さんは海外でも知名度を得る。
知名度が高いため、非主題であっても登場頻度は高い。「ないああらとてつふ」をもじった日本人名のキャラクターが登場することがあり、露骨に関連を示唆する。